# Salomon Jakob de Rothschild
Salomon Jakob de Rothschild (Pariz, 30. ožujka 1835. – Pariz, 14. svibnja 1864.), francuski bankar i pripadnik društvene elite iz francuske loze bogate židovske obitelji Rothschild.

## Životopis
Njegov otac bio je Jakob Mayer Rothschild (1792. – 1868.), osnivač francuske grane obitelj, a majka Betty Salomon von Rothschild (1805. – 1886.), očeva rođakinja, kći očeva strica Salomona Mayera Rothschilda (1774. – 1855.) i Caroline Stern (1782. – 1854.). Djed mu je bio Mayer Amschel Rothschild (1744. – 1812.), osnivač obitelji Rothschild. Imao je sestru Charlotte (1825. – 1899.) i trojicu braće, 
Mayera Alphonsea (1827. – 1905.), Gustava Samuela (1829. – 1911.) i Edmonda Benjamina (1845. – 1934.).
Tijekom 1850-ih, Salomon Jakob je otišao, na zahtjev svoga oca Jakoba Mayera, u Frankfurt, gdje je odradio pripravništvo. Godine 1859. otputovao je u SAD, kamo je bio otišao i njegov najstariji brat Alphonse, što je otvorilo glasine kako braća namjeravaju osnovati američku podružnicu obiteljske banke.
Dana 12. ožujka 1862. godine, oženio je rođakinju Adèle von Rothschild, koju je upoznao za vrijeme pripravničkog staža u Frankfurtu. S njom je imao jedno dijete, kći Hélène van Zuylen (1863. – 1947.). Umro je godinu dana nakon vjenčanja, u dvadeset i devetoj godini života od posljedica srčanog udara.